# Le petit Lourdes

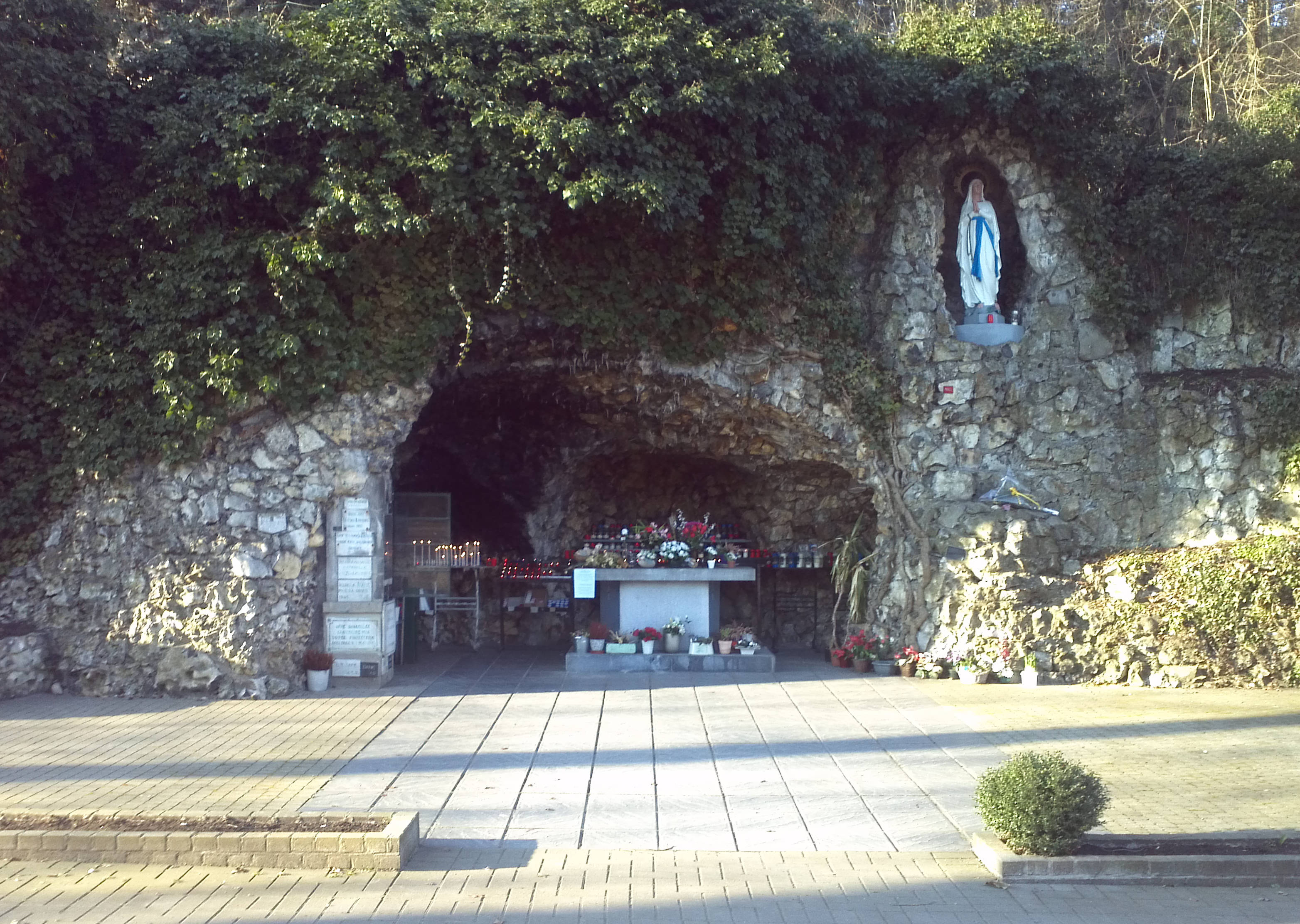
Le petit Lourdes

Le petit Lourdes (Klein Lourdes) is een processiepark te Bitsingen in de Belgische provincie Luik.

## Geschiedenis
Het initiatief tot de Lourdesgrot werd genomen door François Nouwen, die in 1875 pastoor werd en de verering van Onze-Lieve-Vrouw van Lourdes zeer was toegedaan. In 1876 plaatste hij een Mariabeeld in de kerk en was voornemens een nagebootste Lourdesgrot in te richten.
Deze grot, een getrouwe kopie van de echte, werd ingezegend in 1889 en trok bedevaartgangers tot ver uit het omringende buitenland, en met name dezen die de middelen niet hadden om naar Lourdes te reizen. Daarom werd dit heiligdom: Lourdes des pauvres (Lourdes van de armen) of simpelweg Petit Lourdes genoemd. Er werd gewag gemaakt van enkele genezingen ter plaatse, maar geen daarvan kreeg officiële kerkelijke erkenning.
In 1895 werden twee paden uitgezet op de heuvel boven de grot. Hierlangs werden een 15-tal kapelletjes uit silex gebouwd, welke de Geheimen van de Rozenkrans verbeeldden. Daarnaast kwamen er ook enkele aan heiligen gewijde kapelletjes.
In 1902 kwamen de Paters van het Heilig Sacrament naar deze plaats. Zij verwierven het processiepark en bouwden op de heuvel een klooster en een kapel, welke in 1904 werd ingewijd. In 1905 werden nog kruiswegstaties toegevoegd.
Sedertdien werd het processiepark een druk bedevaartsoord. In 1922 richtten de paters nog een noviciaat in. De daaropvolgende jaren werden vele katholieke manifestaties gehouden. De manifestatie van 1934, het mysterie van Christus-Koning genaamd, trok zelfs 10.000 bezoekers.
In 1956 werd nog een nieuwe kapel op de heuvel gebouwd, maar ruim tien jaar later verlieten de paters hun klooster reeds, daar hun aantal sterk was afgenomen en ook de bedevaartgangers in steeds kleiner getale kwamen. Op de plaats van het klooster kwam een beschutte werkplaats en een tehuis voor gehandicapten.
Enkele vrijwilligers zorgden dat het processiepark bleef voortbestaan. Het genootschap Les Amis du Petit Lourdes werd opgericht en in 1989 werd een grootscheeps eeuwfeest gevierd, waar opnieuw duizenden gelovigen op af kwamen. In 1994 werd zelfs een nieuw kapelletje, gewijd aan de rozenkrans, ingewijd, en werd tevens een verlichtingsinstallatie aangelegd. In 2008 werd een nieuwe kapel ingezegend.